# Улица Богданова (Москва)
Улица Богданова — улица в Западном округе Москвы, на территории района Солнцево.
Расположена между улицами Главмосстроя и Авиаторов.
Обслуживается тремя отделениями Почты России:
1. 119618 (дома № 17 и 2—40)
2. 119619 (дома № 54—58).
3. 119620 (дома № 19 и 42—52).

## История улицы Богданова
Киевская, Северная и Школьная улицы были переименованы 26 ноября 1984 года в честь Семёна Богданова (1894—1960) — маршала бронетанковых войск, дважды Героя Советского Союза. Прежние названия входили в состав упраздненного города Солнцево. Улица имеет крайне непоследовательную нумерацию домовладений, что сразу бросается в глаза на любой карте.

## Транспорт

### Метро
Солнцево

### Автобус
| 32:  | Мещерская • Говорово • Боровское шоссе • Новопеределкино • Рассказовка              |
| 275: | 5-й микрорайон Солнцева • Говорово • Мещерская • Кунцевская • Кунцевская            |
| 707: | Саларьево • Солнцево • Солнечная                                                    |
| 734: | Саларьево • Новопеределкино • Солнцево • Солнечная                                  |
| 752: | Беляево • Университет дружбы народов • Юго-Западная • Озёрная • Говорово • Солнцево |
| 793: | 5-й микрорайон Солнцева • Солнцево • Говорово • Озёрная • Проспект Вернадского      |
| 862: | Мещерская • Говорово • Солнцево • Солнечная                                         |

«→» — остановки проходятся только при движении в прямом направлении; «←» — остановки проходятся только при движении в обратном направлении.

## Зоны отдыха
Непосредственно к улице прилегают такие зоны отдыха, как Парк 60-летия Октября и Парк «Центральный», который был благоустроен в 2018 году на территории вокруг Большого Солнцевского пруда. Проект обновления парка был одобрен жителями на портале «Активный гражданин». В результате проведенных работ в зоне отдыха была обустроена деревянная терраса у воды, детская площадка, спортивная зона.
В 2019 году между улицами Богданова и Щорса был обустроен бульвар по территории вокруг Малого Солнцевского пруда. Работы прошли в рамках столичной программы благоустройства «Мой район». Здесь была проложена новая дорожно-тропиночная сеть, обновлены детские площадки и зона для выгула собак, построены смотровые площадки и крытая сцена для проведения мероприятий.